# Акроаматическое
Акроаматическое (др.-греч. ακροματικον) — то, что может быть услышано, что воспринимается органом слуха.
Акроаматическим изложением называется такое, где учитель говорит, а ученик лишь прислушивается, в противоположность диалогическому или катехизическому — где преподавание происходит в форме разговора и представляет вопросы и ответы.
В античной философии термин «акроаматический» был равнозначен термину «эзотерический». В древнегреческих философских школах часто проводили границу между учениями, предназначенными для небольшого круга избранных учеников ввиду сложной формы изложения и строго научного метода (акроаматические или эзотерические учения), и доступными по форме и методу более широкой массе слушателей (экзотерические учения).